# 宏寰文化傳播
宏寰文化傳播是一間總部設於香港的公司，屬於宏寰集團旗下。公司曾參與電影投資、製作及發行。旗下電影院線有ACX院線，位於北角北角匯，惟於2024年10月31日起暫停營業，已於2025年7月結業。

## 電影

### 投資
- 明日戰記
- 惡行之外
- 一線生機
- 媽媽的神奇小子
- 超越
- 金錢帝國：追虎擒龍
- 新倚天屠龍記
- 勝利號

### 製作
- 假冒女團
- 釀魂
- 夜校 (電影)
- 源生罪

### 發行
- Aline 聲夢戀歌
- 復仇殺姬
- 長相屍守
- 決戰江陵
- 電流女俠

## 旗下藝人
- 鄧沛楠

## 已約滿／解約藝人
- 黃曦誼（2024年4月）
- 陳紫萱（2024年12月）
- 陳伊霖（2024年）
- 方泳琳（2024年）

## 外部連結
- 官方网站 []